# Williams FW19
Williams FW19 – bolid teamu Williams na sezon 1997. Za kierownicą bolidu Williams FW19 zasiedli Niemiec Heinz-Harald Frentzen oraz Kanadyjczyk Jacques Villeneuve.

## Wyniki
Bolid wystartował w 17 wyścigach, Jacques Villeneuve zwyciężył 7 razy, 1 podium, 8 pole position. Heinz-Harald Frentzen zwyciężył raz, raz też zdobył pole position, 6 razy dojechał w wyścigu na podium. Zespół oraz kierowca Jacques Villeneuve zdobyli tytuły mistrzowskie.
| Sezon | Konstruktor      | Kierowcy              | Wyniki w poszczególnych eliminacjach | Wyniki w poszczególnych eliminacjach | Wyniki w poszczególnych eliminacjach | Wyniki w poszczególnych eliminacjach | Wyniki w poszczególnych eliminacjach | Wyniki w poszczególnych eliminacjach | Wyniki w poszczególnych eliminacjach | Wyniki w poszczególnych eliminacjach | Wyniki w poszczególnych eliminacjach | Wyniki w poszczególnych eliminacjach | Wyniki w poszczególnych eliminacjach | Wyniki w poszczególnych eliminacjach | Wyniki w poszczególnych eliminacjach | Wyniki w poszczególnych eliminacjach | Wyniki w poszczególnych eliminacjach | Wyniki w poszczególnych eliminacjach | Wyniki w poszczególnych eliminacjach | Wyniki kierowców | Wyniki kierowców | Wyniki konstruktora | Wyniki konstruktora |
| Sezon | Konstruktor      | Kierowcy              | AUS                                  | BRA                                  | ARG                                  | SMR                                  | MON                                  | ESP                                  | CAN                                  | FRA                                  | GBR                                  | GER                                  | HUN                                  | BEL                                  | ITA                                  | AUT                                  | LUX                                  | JPN                                  | EUR                                  | Punkty           | Pozycja          | Punkty              | Pozycja             |
| ----- | ---------------- | --------------------- | ------------------------------------ | ------------------------------------ | ------------------------------------ | ------------------------------------ | ------------------------------------ | ------------------------------------ | ------------------------------------ | ------------------------------------ | ------------------------------------ | ------------------------------------ | ------------------------------------ | ------------------------------------ | ------------------------------------ | ------------------------------------ | ------------------------------------ | ------------------------------------ | ------------------------------------ | ---------------- | ---------------- | ------------------- | ------------------- |
| 1997  | Williams-Renault | Jacques Villeneuve    | NU                                   | 1                                    | 1                                    | NU                                   | NU                                   | 1                                    | NU                                   | 4                                    | 1                                    | NU                                   | 1                                    | 5                                    | 5                                    | 1                                    | 1                                    | DK                                   | 3                                    | 81               | 1                | 123                 | 1                   |
| 1997  | Williams-Renault | Heinz-Harald Frentzen | 8                                    | 9                                    | NU                                   | 1                                    | NU                                   | 8                                    | 4                                    | 2                                    | NU                                   | NU                                   | NU                                   | 3                                    | 3                                    | 3                                    | 3                                    | 2                                    | 6                                    | 42               | 2                | 123                 | 1                   |